# Umbráculo

Brasão durante a Sede Vacante - com um umbráculo.

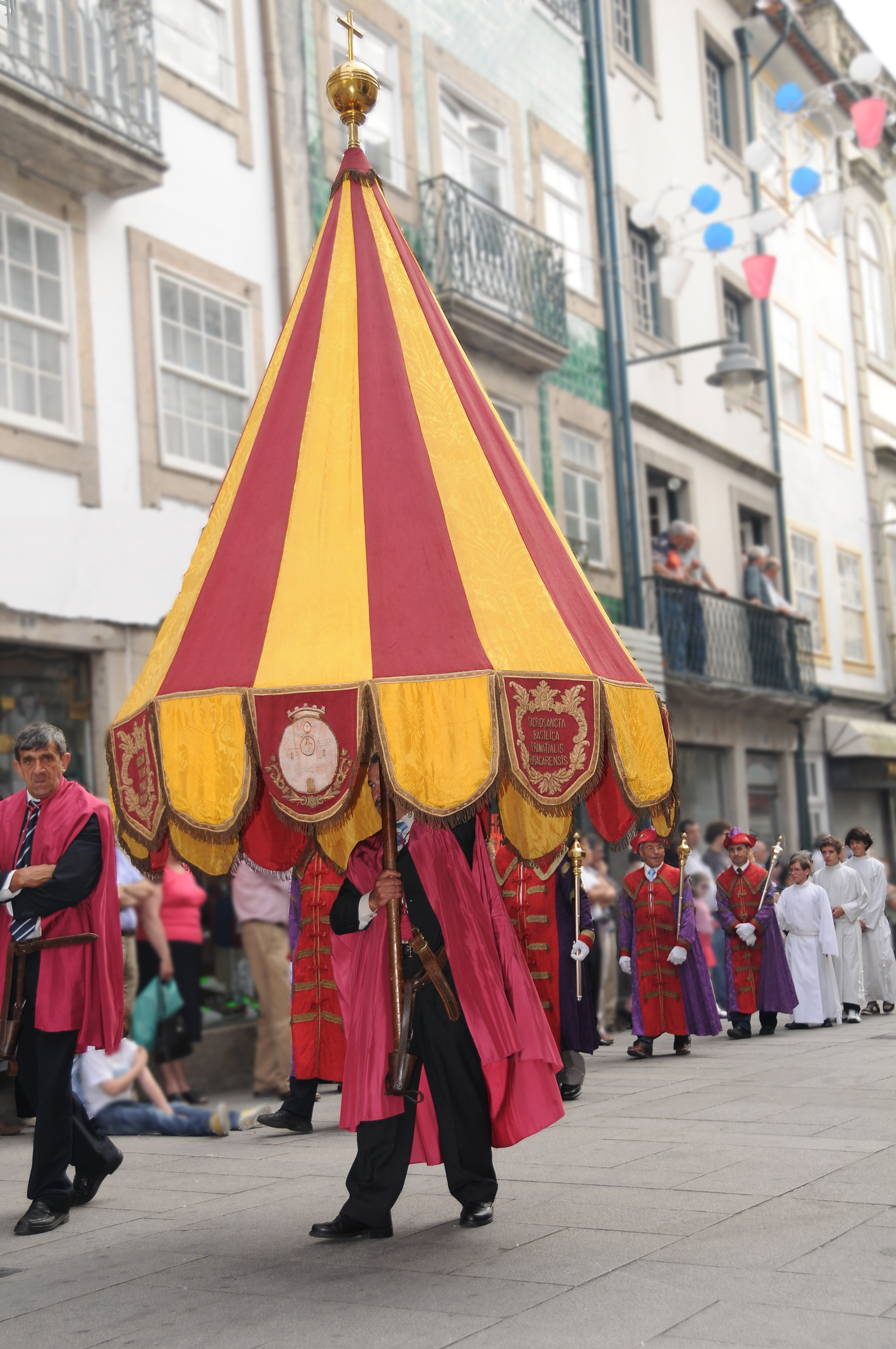
Umbráculo na procissão dos santos de Junho, em Braga, Portugal

Umbráculo (em latim: umbraculum; de umbra "sombra" no sol, guarda-sol; em italiano: Ombrellino), também chamado Umbela Basilical ou Conopeu Basilical, é um insígnia e peça histórica dos Papas, outrora usado diariamente, para fornecer sombra para o papa. É utilizado, na Igreja contemporânea, nas basílicas de todo o mundo. Quando o papa eleva uma igreja ao grau de Basílica, o umbráculo é obrigatoriamente usado, como a principal insígnia. É uma espécie de guarda-sol que alterna listas em ouro e vermelho, as tradicionais cores do pontificado. Não se trata de peça decorativa, mas de uso nas procissões.
Esta insígnia é usada — sempre semifechada ("semichiusa") — junto a outras duas: o Tintinábulo, que possui um pequeno sino — antigamente utilizados para anunciar a chegada do Papa a uma Basílica, que muitas vezes era em montaria — e a Virga Rubra, uma espécie de vara vermelha arrematada por ornatos de prata. Acredita-se que o controverso Papa Alexandre VI tenha sido o primeiro papa a utilizar o umbráculo como um símbolo do poder do papado, embora os papas já utilizassem antes umbelas e objetos semelhantes. Um membro da Cavalaria Papal, muitas vezes, seguia atrás de um papa com o umbráculo na mão.
O umbráculo faz parte do escudo de armas da Sede Vacante, ou seja, o período entre o falecimento ou renúncia de um Papa e a eleição do seu sucessor. Foi usado primeiramente dessa forma como um emblema em moedas cunhadas em 1521. O brasão de armas do Camerlengo é ornamentado com um par de chaves de ouro e prata cobertos por um umbráculo.